# Greater Accra Metropolitan Area

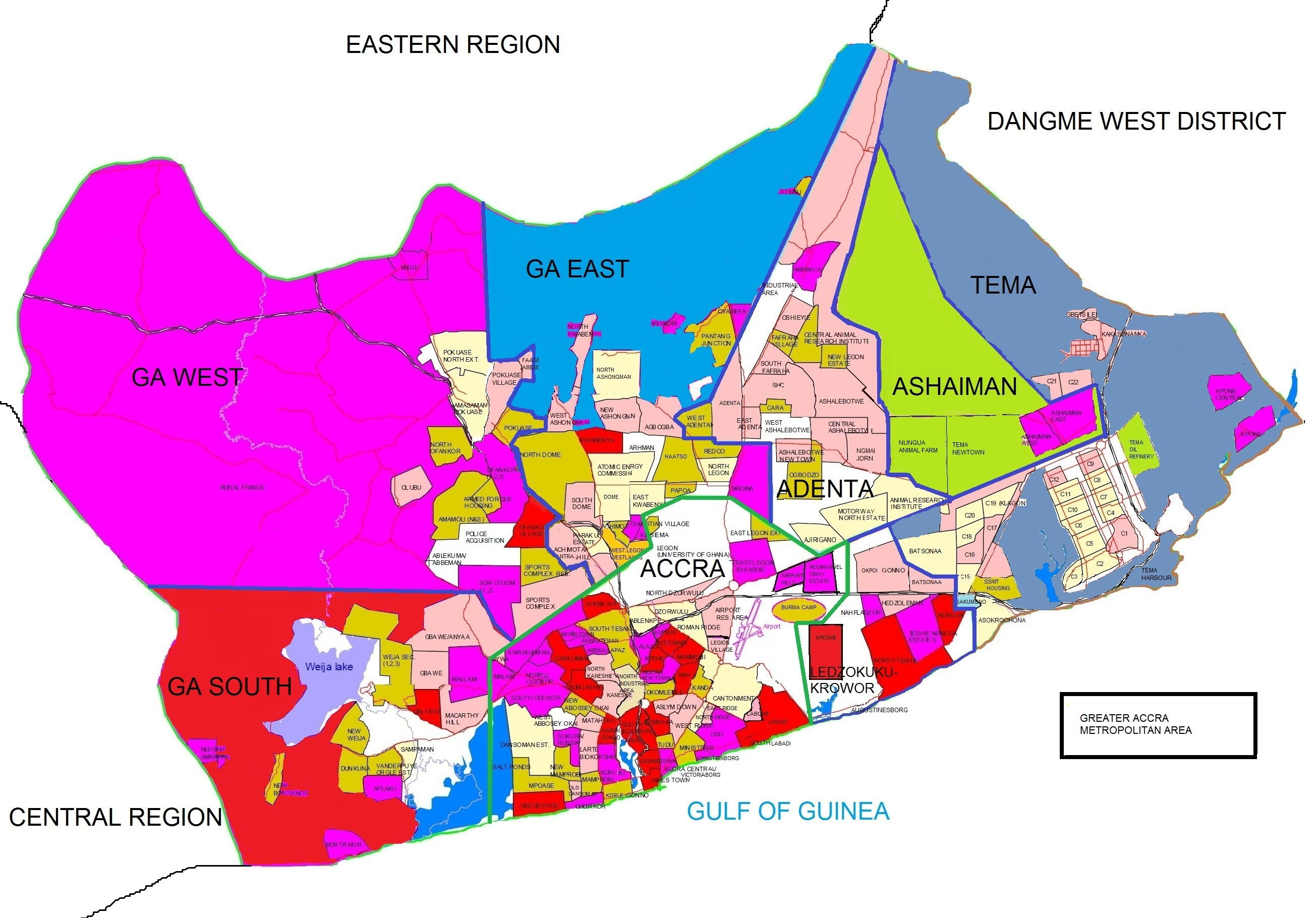
Greater Accra Metropolitan Area in den Distriktgrenzen von 2008

Die Greater Accra Metropolitan Area (kurz GAMA) ist eine Metropolregion mit Zentrum in der ghanaischen Hauptstadt Accra. Das Ballungsgebiet zählt mit mehr als fünf Millionen Bewohnern zu den 90 größten Agglomerationen weltweit.

## Geographie
Die Metropolregion umfasst 25 der insgesamt 29 Distrikte innerhalb der Greater Accra Region. Sie grenzt im Westen an die Central Region, im Norden an die Eastern Region, im Nordosten an den Shai Osudoku District und im Osten an den Ningo Prampram District.
Von der Metropolregion umfasst sind folgende Distrikte:
- Ablekuma Central Municipal
- Ablekuma North Municipal
- Ablekuma West Municipal
- Accra Metropolitan
- Adentan Municipal
- Ashaiman Municipal
- Ayawaso Central Municipal
- Ayawaso East Municipal
- Ayawaso North Municipal
- Ayawaso West Municipal
- Ga Central Municipal
- Ga East Municipal
- Ga North Municipal
- Ga South Municipal
- Ga West Municipal
- Korle Klottey Municipal
- Kpone Katamanso Municipal
- Krowor Municipal
- La Dade Kotopon Municipal
- La Nkwantanang Madina Municipal
- Ledzekuku Municipal
- Okaikwei North Municipal
- Tema Metropolitan
- Tema West Municipal
- Weija Gbawe Municipal

## Geschichte
Vor der Verlegung der Hauptstadt der britischen Kronkolonie Goldküste im Jahr 1877 von Cape Coast nach Accra war die Region überwiegend ländlich geprägt und bestand aus Fischer- und Bauernsiedlungen. Bereits 1891 hatte sich die neue Hauptstadt zu einem städtischen Gebiet mit 20.000 Einwohnern entwickelt. Mit einer Fläche von 300 Quadratkilometern innerhalb der offiziellen Stadtgrenzen konnte die Hauptstadt das schnelle Wachstum der Bevölkerung und der wirtschaftlichen Aktivitäten nicht auffangen, sodass sich diese Entwicklung auf die im Umland gelegenen Gebiete ausweitete. In diesen Bereichen konnte man in der Folge einen entsprechenden Anstieg der Nachfrage nach Bauland, einer verbesserten Infrastruktur und Arbeitsplätzen beobachten, wodurch der „Speckgürtel“ allmählich mit der Hauptstadt verschmelzen konnte. Gleichzeitig führte dies zu einer schnellen Veränderung der physiogeographischen und sozioökonomischen Merkmale des Umlands („Peri-Urban Accra“). Die mit der Hauptstadt funktional verbundenen Gebiete befinden sich gegenwärtig in verschiedenen Phasen der urbanen Transformation mit ländlichen Siedlungen einerseits, deren Bewohner hauptsächlich von der Landwirtschaft leben, und „Townships“ andererseits, aus denen ein erheblicher Anteil der Bewohner in die Hauptstadt pendelt.